# 徐相灝
徐 相灝（ソ・サンホ、朝鮮語: 서상호、1888年7月25日 - 1964年12月20日）は、日本統治時代の朝鮮および大韓民国の銀行家、実業家、政治家。第2代韓国国会議員。
号は竹史（チュクサ、죽사）。元法務部長官の徐相懽は従兄で、元国会議員の徐廷貴、元内務部長官の徐廷和と元大検察庁次長の徐廷信は孫世代の親戚である。

## 経歴
慶尚南道統営郡統営面正梁里出身。中学校卒業後、日本大学専門部法学科に入学したが、父の願いにより帰国し精米業を営み、1919年の朝鮮国権回復団中央総部事件で鍾路警察署刑事隊により逮捕された。その後は統営青年団団員、時代日報共同創刊者・専務理事、慶南銀行取締役・専務取締役、呂運亨が設立した朝鮮中央日報の専務、統営公立中学校設立主導者を務めた。1948年の初代総選挙で金載学に敗れて落選したが、不法投票の問題があるとして中央選挙委員会に異議を申し立てた。1950年の第2代総選挙で無所属の候補として当選し、自由党の入党要請を任期の最後まで拒否し続けた。1960年の第5代総選挙では釜山の参議院議員選挙に立候補したが再び落選した。
1964年12月20日、ソウル市貞陵の自宅で心臓麻痺により死去。

## 活動
慶南銀行取締役在任中は密かに独立運動家の安熙済に独立資金を提供していた。また、釜山の金凡父とも親交を深めた。
統営邑を忠武市に昇格させるために様々な努力をしたものの、当時は保留となり巨済島は巨済郡として分離されるという結果となった。一方、この過程で「処女」発言をしたことで物議を醸した。